# کورسو د اسپرانتو
کورسو د اسپرانتو (به اسپرانتو: Kurso de Esperanto) (به معنای درس اسپرانتو) یک نرم‌افزار آزاد و متن‌باز برای آموزش زبان فراساخته‌ی اسپرانتو است. این نرم‌افزار متناسب برای زبان‌آموزان مبتدی طراحی شده است که می‌خواهند در طی دو هفته با مبانی زبان اسپرانتو آشنا شوند.